# Lundåkrabukten

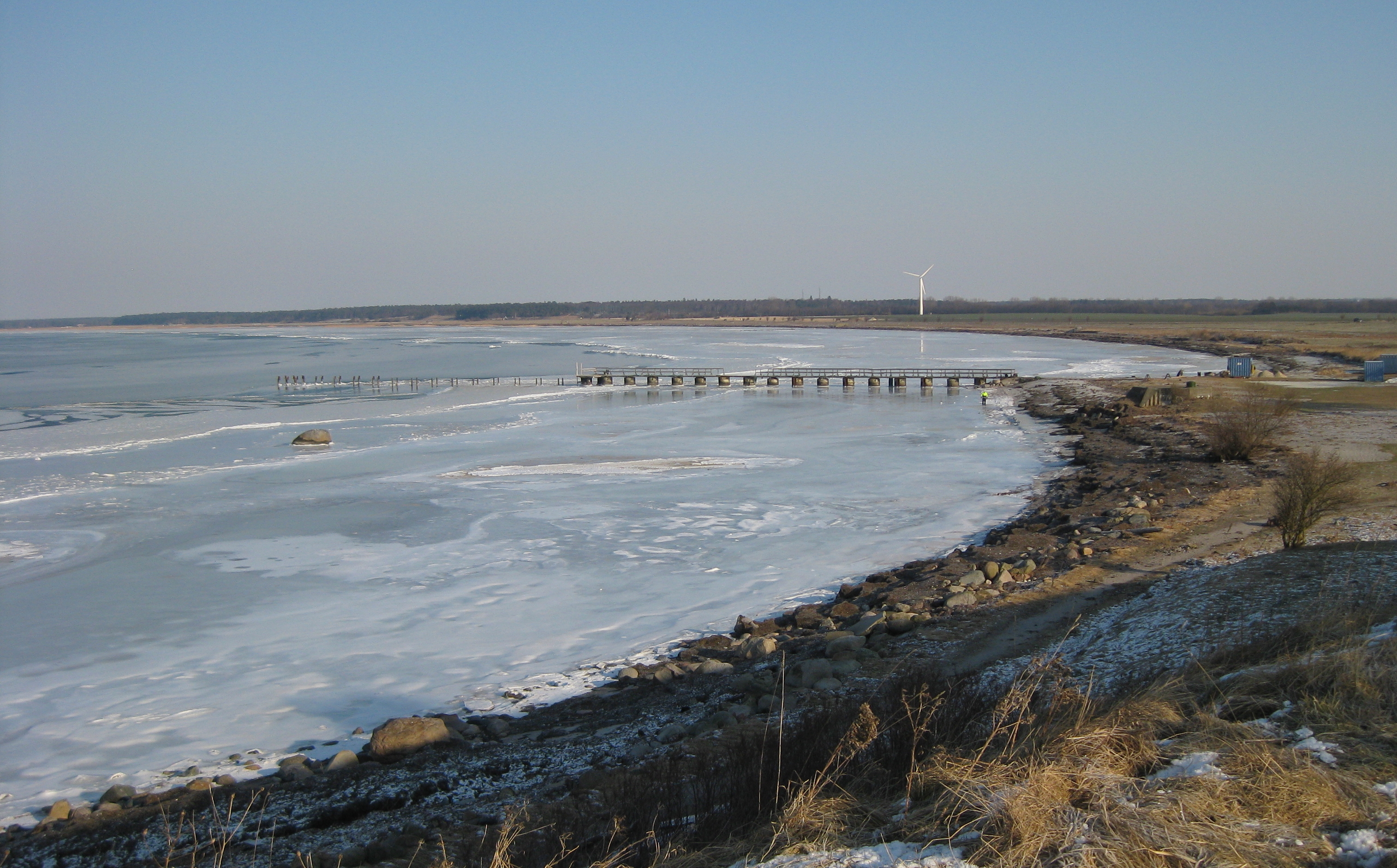
Lundåkrabukten från Barsebäcks camping.

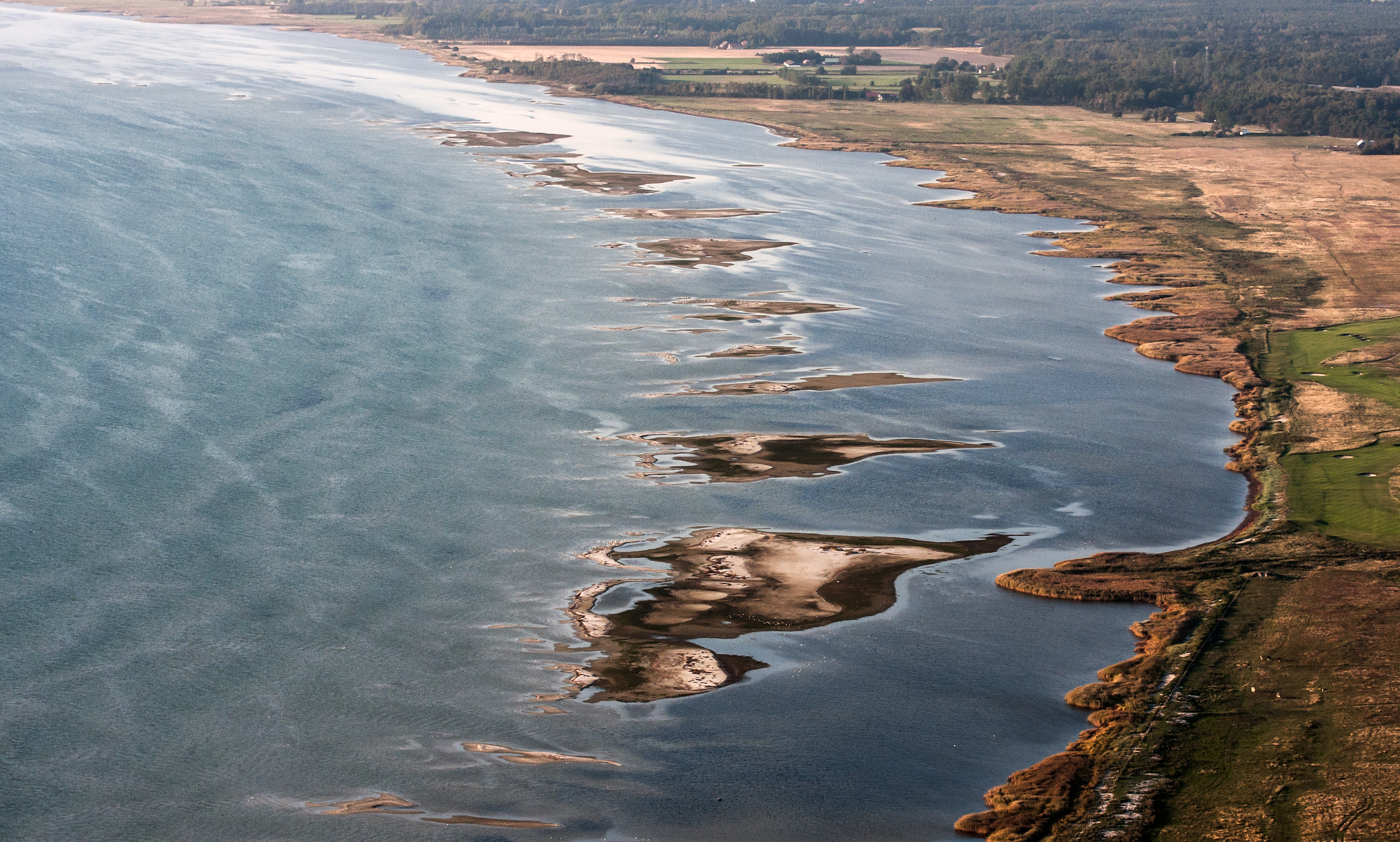
Lundåkrabukten i september.

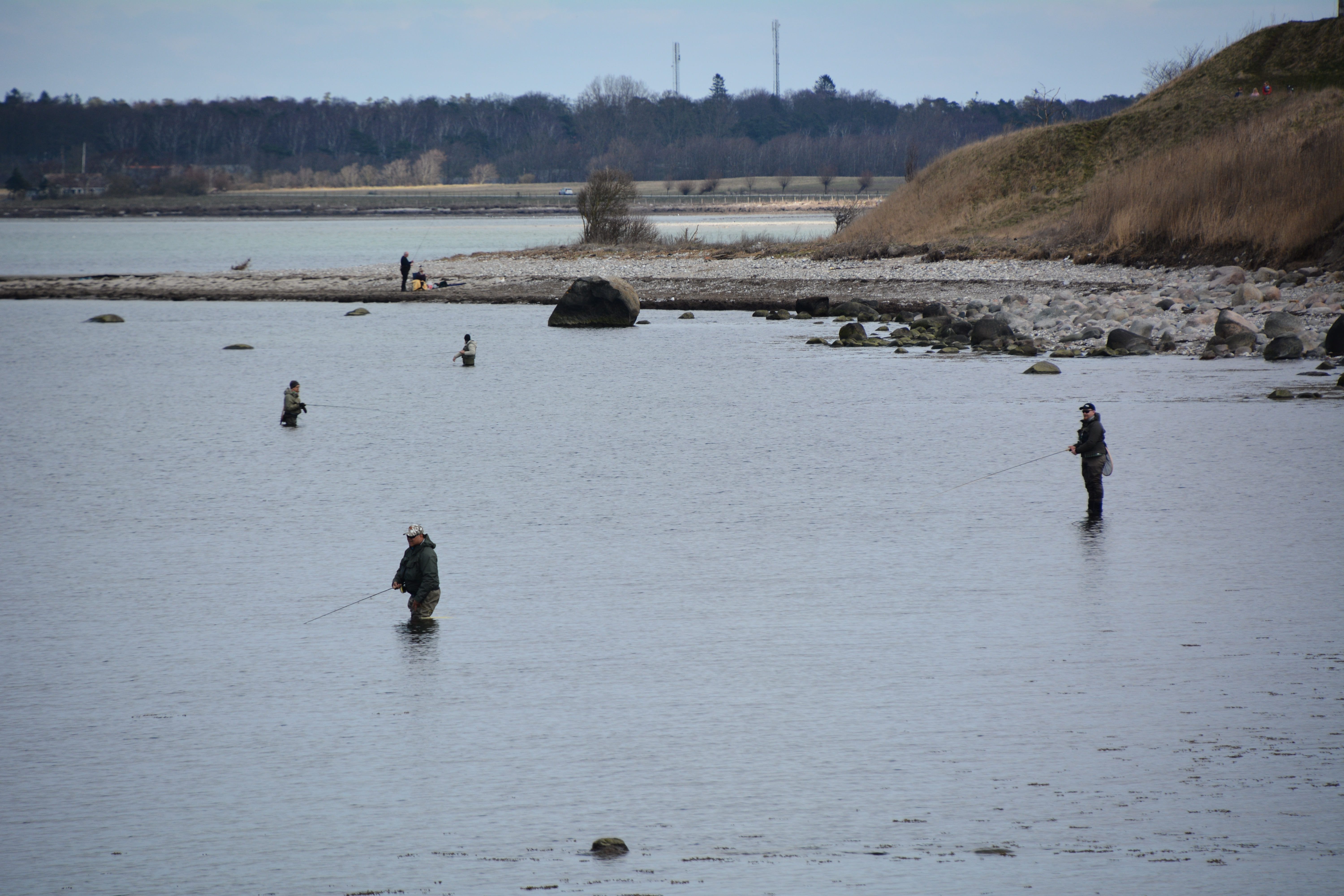
Öringsfiske i Lundåkrabukten, början av april, strax norr om Barsebäckshamn

Lundåkrabukten är en 52 kvadratkilometer stor bukt av Öresund, på Skånes mellersta västkust. Bukten ligger mellan Landskrona i norr och Barsebäckshamn i söder och är långgrund, i norra delen extremt långgrund. 
Vid Saxåns mynning finns Osens naturreservat och Flygeltofta ängar, där man samtidigt kan se Skånes nationalfågel röd glada, pilgrimsfalk och ormvråk, samt under vintern med lite tur även havsörn, trots att motorvägen E6 går precis förbi. Här finns även måsfåglar och andfåglar (inklusive olika gäss och svanar) i stora skaror, om sommarhalvåret tillsammans med betande låglandsnötkreatur och hästar.
Längre söderut ligger naturreservatet Järavallen och Barsebäcks golfbana. Länsstyrelsen i Skåne län bildade 2017 naturreservatet Lundåkrabukten i och längs bukten på omkring 3.450 hektar, varav den större delen, 3.275 hektar, utgörs av vatten.
Bukten är, trots en mindre sandstrand, inget populärt badställe, med undantag av Barsebäcks badplats längst i söder. Två tredjedelar av bukten är kantad av tall- och björkskog eftersom jordmånen är sandjord. Inne i bukten finns ingen riktig hamn förutom ett område av nedre Saxån där ett mindre antal småbåtar har kajplats, men det är svårt att passera Saxåns mycket grunda mynning med Koön och Saxön.
Den norra delen av bukten, precis söder om Landskrona, är ett av få områden i det annars starkt stömmande Öresund där havsis relativt lätt kan bildas. Detta beror på att bukten här är så långgrund och att den är relativt opåverkad av de annars starka strömmarna i Öresund. Det anses dock lokalt att Saxåns lilla utflöde gör isen farlig, även om den legat en tid. Is uppstår långt ifrån varje vinter.